# جون اندريه ليزلي
جون أندرو ليزلي (من مواليد 2 أغسطس 1940) هو فيلسوف كندي ( الكندين :هم أشخاص تم تحديدهم من دولة كندا، قد يكون هذا الاتصال سكنيًا أو قانونيًا أو تاريخيًا أو ثقافيًا) تلقى تعليمه في كلية Wadham بجامعة أكسفورد والتي تعد واحدة من الكليات المكونة لجامعة أكسفورد في المملكة المتحدة، حيث تقع في وسطها، كما حصل على شهادة البكالوريوس في الأدب الإنجليزي في عام 1962، وأيضاً له منصب في الكلاسيكيات عام 1968، وهو حاليًا أستاذ بجامعة جيلف (هي جامعة أبحاث عامة شاملة في جيلف في أونتاريو بكندا، وتم تأسيسها في عام 1964 بعد دمج كلية أونتاريو الزراعية ومعهد ماكدونالد وكلية أونتاريو البيطرية) في أونتاريو بكندا.

## أهم أعماله الفلسفية
في كتابه «الأكوان» ، يصف ليزلي حكاية فلسفية ينجو فيها الفرد من فرقة مؤلفة من خمسين من الرماة الخبيرين (هم أشخاص ماهرون في الرماية الدقيقة باستخدام أسلحة مقذوفة) دون أن يلحق بهم أذى، وقد قدم توضيحين لهذا الحدث الرائع: إما أنه نتيجة محسوبة، يمكن توقعها أحيانًا بالصدفة البحتة بين الآلاف من محاولات القتل عن طريق إطلاق النار على فرقة؛ أو قد يكون مقصود.
يشير فرانسيس كولينز (عالم يقدم الدليل على الإيمان كجزء من حجته بأن مبدأ الأنثروبولوجيا يشير بقوة إلى خالق) إلى هذا المثل في كتابه "لغة الله"، (والمثل هو: قصة موجزة تعليمية في النثر، أو الآية التي توضح واحدة أو أكثر من الدروس المفيدة).

## أعماله الحياتيه
تحدث ليزلي على النحو التالي عن أعمال حياته:
«ما يجب علي المساهمة به هو بعض الدفاع الفني عن فكرة أنه إذا كان لديك [عالِم غني بلا حدود] فيمكن تفسيره بالرجوع إلى قيمته، حيث يمكن أن تكون صلاحيتها القوة الإبداعية التي أنتجت ذلك، وأعتقد أنه إذا كنت أرغب في أن أتذكر فيلسوف في أي شيء، فسيكون هذا هو الشيء الذي أرغب في تذكره».

## كتبه
- القيمة والوجود (1979).
- الأكوان (1989).
- علم الكونيات المادي والفلسفة (1990).
- نهاية العالم: علم وأخلاق انقراض الإنسان(1996).
- علم الكونيات الحديث والفلسفة (1998).
- العقول اللانهائية: علم الكونيات الفلسفي (2001).
- دافع الخلود (2007).
- سر الوجود: لماذا يوجد أي شيء على الإطلاق؟ (2013).